# بخش سالم (شهرستان ماسکینگوم، اوهایو)
بخش سالم (به انگلیسی: Salem Township) یک منطقهٔ مسکونی در ایالات متحده آمریکا است که در شهرستان ماسکینگام، اوهایو واقع شده‌است.
 بخش سالم ۶۵٫۳ کیلومتر مربع مساحت و ۸۳۰ نفر جمعیت دارد و ۲۶۱ متر بالاتر از سطح دریا واقع شده‌است.